# Simochromis pleurospilus
Simochromis pleurospilus là một loài cá thuộc họ Cichlidae. Nó được tìm thấy ở Cộng hòa Dân chủ Congo và Zambia. Môi trường sống tự nhiên của chúng là hồ nước ngọt.